# Eusebi Millan i Alonso
Eusebi Millán i Alonso (Quiñonería, província de Sòria, 16 de desembre de 1886 – Alella, 11 d'abril de 1956) fou un sacerdot escolapi català, introductor del basquetbol a Catalunya.

## Biografia
Pocs mesos després d'haver nascut, els seus pares es van traslladar a Barcelona a la recerca de feina que la capital catalana oferia immergida en l'anomenada Febre d'Or. La seva residència es va fixar a la Barceloneta i va estudiar al col·legi dels Escolapis de Sant Antoni. El setembre de 1901 ingressa al noviciat de Moià i després de professar-hi el marxà a Iratxe i acabà els estudis a Terrassa el 1908. Va començar la seva trajectòria docent a Mataró on el 6 de desembre de 1910 és ordenat sacerdot a l'església del mateix col·legi de Santa Anna.
L'any 1911 és destinat a l'illa de Cuba on va ensenyar al col·legis de Cárdenas, de 1911 a 1915 i Guanabacoa, fins que el 1921 va retornar a Catalunya. Es dedicava a l'ensenyança de Geografia i Història als nens de primària. La presència a l'illa caribenya produí una notable influència en la vida del pare Millán. Allà va prendre contacte amb l'esport del basquetbol i en va ser l'introductor a Catalunya quan va tornar el 1921, a l'Escola Pia Sant Antoni de Barcelona. Els alumnes estaven molt aficionats a jugar al futbol i fou per l'obstinació del pare Millán que els nens van començar a practicar el nou esport, arribant a un acord perquè els dilluns, dimecres i divendres juguessin a bàsquet i els dimarts, dijous i dissabtes a futbol.
El 1922 es va fundar el primer club de bàsquet del país, el Layetano Basket Club, l'actual Club Esportiu Laietà, format per alumnes de Sant Antoni entusiastes del nou esport. Es varen crear diversos equips infantils i amb ells va visitar poblacions properes a Barcelona com Alella, Mataró, Argentona, per difondre l'esport a tot el país. Els contactes del pare Millán amb clubs de futbol barcelonins perquè l'assimilessin com una secció i així difondre l'esport a la ciutat varen tenir èxit amb el Club Esportiu Europa i el primer partit de bàsquet entre dos clubs esportius es va celebrar el 8 de desembre de 1922 al camp de l'Europa entre el Laietà i el mateix Europa, amb un resultat de 8 a 2 a favor de l'equip local.
Cal mencionar, però, que el bàsquet es va practicar per primera vegada a Catalunya a Terrassa, a l'escola Vallparadís, per influència d'Alexandre Galí i Artur Martorell, l'any 1913, però malauradament aquesta experiència no va tenir continuïtat.
L'any següent a la formació del primer equip se'n varen fundar vuit més a Barcelona i el dia 15 d'abril del mateix any se celebrava el primer campionat de Catalunya amb el reglament imposat pel pare Millán. Pocs mesos després, el 31 de juliol, es fundava la Federació Espanyola de Basquetbol. El pare Eusebi Millán va canviar de col·legi molt sovint, marxant al de Calella el 1924 i passant successivament pels d'Igualada, Tàrrega, Olot i Vilanova i la Geltrú. En aquells col·legis, malgrat que no hi va passar més d'un curs en cada un, hi va difondre i promoure els equips de bàsquet entre els escolars. El 1927 l'equip Hindú Club de Buenos Aires és convidat a Barcelona i s'enfronta a una selecció catalana, a la que guanya contundentment per 16 a 50, però en el seu pas hi va imposar les seves normes: equips de cinc jugadors i celebració dels partits en superfícies adequades amb les mides reglamentàries. La demostració tècnica de l'equip argentí va entusiasmar al pare Millàn i els representants del bàsquet català i immediatament es varen adoptar les noves regles. El 1929 el pare Millán torna altre cop a Mataró on promociona el bàsquet creant l'equip Universitari de Santa Anna. Interessat sempre a divulgar la pràctica del bàsquet, es va posar en contacte amb el director de l'Acadèmia Central d'Educació Física a Toledo i li va entregar un reglament i la invitació de realitzar algun partit amb equips catalans. Això no fou possible però gràcies a les seves gestions al cap de poc temps apareixia a la Cartilla de Gimnasia Militar la recomanació de practicar el basquetbol. Augmenta els contactes amb les Joventuts Catòliques de tot Espanya i aconsegueix que se celebri a Saragossa un torneig amb la participació de més de trenta equips de la Federació de Joves Cristians. El 1932 canvia novament de destinació i es dirigeix a l'escola de Balaguer, on igualment va promocionar els equips de bàsquet a la població.
El 18 de juliol de 1936 va sorprendre al pare Millán de vacances a Barcelona on va ser detingut i empresonat a la Model, on hi va passar un any. Alliberat gràcies a les gestions d'ex-alumnes seus i a la Federació Catalana de Basquetbol, va haver de guanyar-se la vida fent classes particulars i en alguna acadèmia, actuant com a seglar.
Acabada al guerra torna a Balaguer però l'any 1941 és destinat a Sabadell, on també va realitzar una gran activitat de foment de l'esport i del basquetbol. La salut dels seus pares va empitjorar i demanà l'exclusió temporal de l'orde escolapi per cuidar-los. Els seus pares morien entre 1942 i 1947 i l'any 1948 sol·licita la reincorporació de nou a l'ordre. És destinat al col·legi d'Igualada però amb 62 anys es troba amb dificultats per a continuar la seva tasca docent. És mestre de filosofia, grec, llatí i religió. Abandonà la docència el 1954, amb 67 anys, i el 1955 va haver de ser traslladat a la residència escolàpia d'Alella afectat de mala salut, on finalment va morir pocs mesos després, l'11 d'abril de 1956.
El paper del pare Eusebi Millán en la història del basquetbol és fonamental i la seva tasca pionera ha estat reconeguda diverses vegades. Distingit amb la medalla al Mèrit Esportiu de la Federación Española de Baloncesto i la Copa Baró Güell atorgada per la Delegación Nacional de Deportes. La Federació Catalana de Basquetbol li va retre un homenatge el 1942 en nom de tots els clubs catalans. Dos pavellons esportius, a Mataró i a Sòria, igual que carrers de les poblacions olímpiques catalanes porten el seu nom.